# Cisie (powiat miński)
Cisie – wieś sołecka w Polsce położona w województwie mazowieckim, w powiecie mińskim, w gminie Halinów.
| SIMC    | Nazwa  | Rodzaj    |
| ------- | ------ | --------- |
| 0002708 | Nowiny | część wsi |

W latach 1975–1998 miejscowość należała administracyjnie do województwa warszawskiego.
Na terenie miejscowości znajduje się:
- Ochotnicza Straż Pożarna założona w 1962 roku.
- Zespół Szkolno-Przedszkolny

Wierni Kościoła rzymskokatolickiego należą do parafii Matki Odkupiciela w Wielgolesie Brzezińskim.

## II wojna światowa
W trakcie Holocaustu w okupowanej Polsce mieszkańcy Cisia ukrywali polskich Żydów z Mińska Mazowieckiego. W lipcu 1944 roku, po 22 miesiącach ukrywania się na poddaszu obory rodziny Bylickich czteroosobowa rodzina Siekierków doczekała zakończenia okupacji niemieckiej. Rodzina Bylickich została uhonorowana tytułem Sprawiedliwych Wśród Narodów Świata w 2015 roku przez Jad Waszem w Jerozolimie.
Wieś Cisie mylona jest często ze wsią Cisie koło Cegłowa, w której ukrywano uciekinierów z transportów kolejowych do obozu zagłady w Treblince. 28 czerwca 1943 roku, podczas najazdu niemieckiej policji stacjonującej w Mińsku Mazowieckim, uprowadzono z domów i zmasakrowano 25 Polaków oraz znaczną grupę ukrywanych przez nich Żydów, a wieś spalono. Obie wsie o tej samej nazwie znajdują się w powiecie Mińsk Mazowiecki.